# Archidendropsis paivana
Archidendropsis paivana es una especie de árbol perteneciente a la familia de las fabáceas. Es originaria de  Nueva Caledonia.

## Descripción
Las especie se puede dividir en tres subespecies, que ocupan las distribuciones en el noroeste, nordeste y sur de Grande Terre, incluyendo algunas de las islas vecinas. Todas las formas se producen en gran parte en la selva en suelos de rocas ultramáficas. Está expuestos a las amenazas de incendio, actividades mineras y degradación del hábitat.

## Taxonomía
Archidendropsis paivana fue descrita por (E.Fourn.) I.C.Nielsen y publicado en Flore de la Nouvelle Calédonie et Dépendances 12: 76. 1983.
Sinonimia
- Albizia paivana E. Fourn.  basónimo[3]